# Knut Dillberg
Knut Leonard Dillberg, född den 17 januari 1863 i Halmstad, död den 3 augusti 1949 i Trollhättan, var en svensk läkare.
Dillberg blev student vid Uppsala universitet 1882. Han avlade medicine kandidatexamen vid Karolinska institutet i Stockholm 1889 och medicine licentiatexamen där 1897. Dillberg blev biträdande läkare vid Stockholms stads allmänna försörjningsinrättning sistnämnda år. Han var bataljonsläkare i Fältläkarkårens reserv 1897–1904 och underläkare vid Sundsvalls länslasarett 1899–1902. Dillberg var tillförordnad lasarettsläkare i Skellefteå 1903–1905, tillförordnad stadsläkare i Skellefteå 1904–1906 samt ordinarie lasarettsläkare där 1906–1925. Han tvingades avsluta sin läkarkarriär efter att ha skurit sig under en obduktion, vilket gjorde den ena armen obrukbar för kirurgiskt arbete. Dillberg blev riddare av Vasaorden 1917. Han vilar på Götalundens kyrkogård.